# 西条沙羅
西条 沙羅（さいじょう さら、1989年11月30日 - ）は、日本の元AV女優。スタイルワン所属。

## 略歴
2011年デビュー。
2023年5月22日週FANZA動画フロアランキングにて、出演した『BAZOOKA 冬の大感謝セール コスパ最強ノーカットベスト爆乳限定2749分』（BAZOOKA）が1位を記録。

## 作品

### アダルトDVD
2011年
- 究極の妄想発明シリーズ第27弾 女の子が吸いついて離れない 人間磁石（11月5日、ROCKET）※果山ゆら名義

2012年
- 巨乳人妻温泉 イヤシの宿6（2月29日、LEO）

2014年
- 特大ディルド OLマンズボオナニー（5月30日、ゑびすさん/妄想族）

2015年
- 眩しすぎる海の救助隊員 褐色のむっちりHcupボディ 現役美人ライフセーバーAVデビュー！（2月13日、E-BODY）
- ガチンコ全裸レズバトル 2（8月6日、ROCKET）
- 撮影現場のカメラの前でおしっこをするAV女優（9月3日、グローリークエスト）

2016年
- 夢の近親相姦! まだまだイケる母のデカ尻に辛抱たまらん! パパには内緒で僕の思春期チ○ポ誘ってくるんだもん（3月17日、SWITCH）
- 羞恥! イタズラ温泉 2016 騙された巨乳素人娘（6月23日、サディスティックヴィレッジ）共演:さとう愛理
- 喰い込み女教師股間責め（12月1日、ROCKET）
- 澁谷果歩やれんのか!?やってやる!! 全裸オイルキャットファイト8 FINAL 最強美女を決定する2016冬の陣!シリーズ最初で最後けじめの総当たりリーグ戦!!（12月8日、ROCKET）

2017年
- 『陵辱』 被虐の豊満女体（3月1日、熟女塾/エマニエル）
- 自慢のBODYを惜しげもなく晒すスケベ女とのエロエロ温泉デート（6月15日、グローリークエスト）